# Walter Sans-Avoir

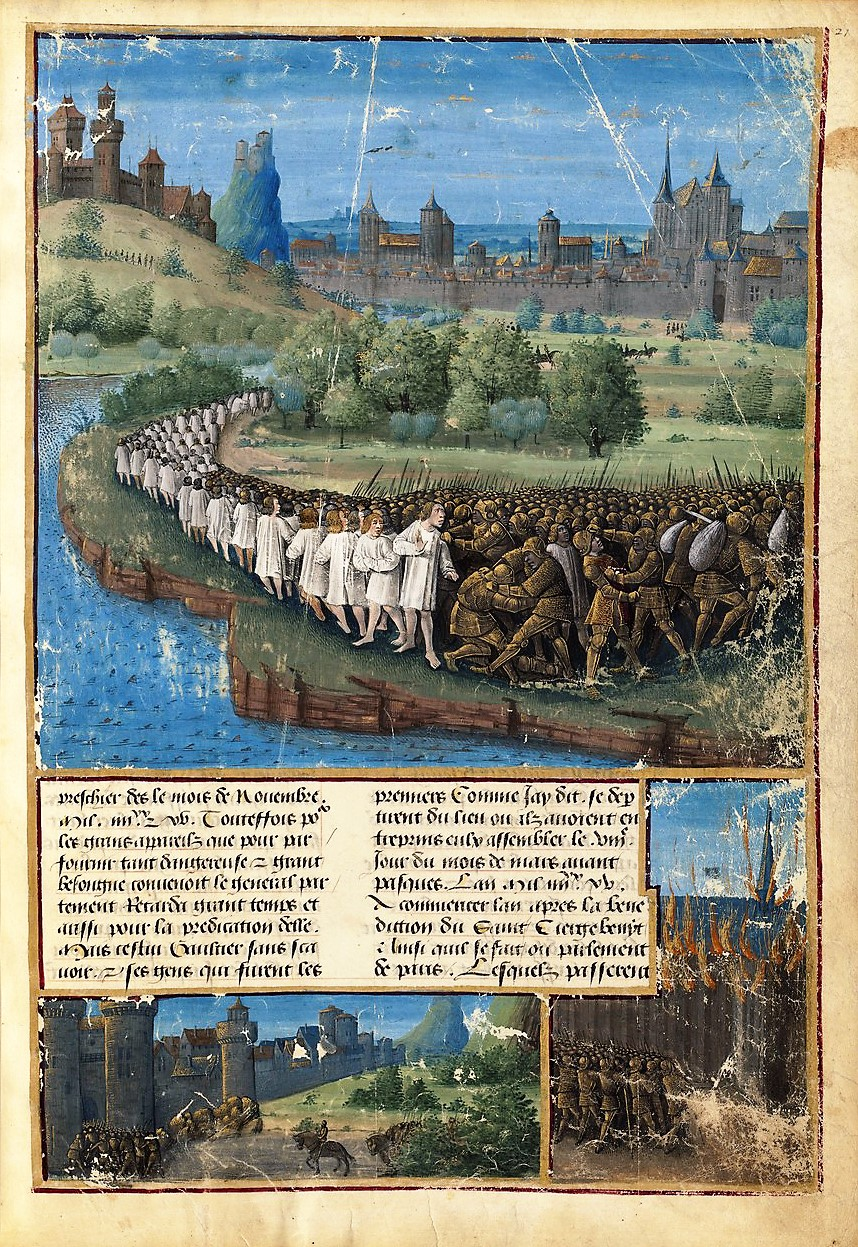
Slachting van pelgrims tijdens de volkskruistocht van 1096

Walter Sans-Avoir of Walter Zonder Have (Frans: Gautier Sans-Avoir, ook Gautier Senzavoir, Walther Habenichts en nog meer varianten) (gestorven op 21 oktober 1096) was een Franse ridder die een voorname rol speelde in de Volkskruistocht van 1096.

## Afkomst
Over de achtergrond van Walter Sans-Avoir is weinig bekend. Hij was een zoon van Hugo Sans-Avoir en zou de heer van Boissy-sans-Avoir in het Île-de-France geweest zijn. De naam verwijst dus hoogstwaarschijnlijk naar het gebied van afkomst en kan dus eigenlijk niet zomaar vertaald worden in Zonder Have. De naam doet vermoeden dat de familie aan lager wal is geraakt of ten minste weinig bezittingen had. Alleszins is er slechts een beperkte en onzekere stamboom beschikbaar. Mogelijk heeft het gebrek aan middelen hem aangezet om deel te nemen aan de Volkskruistocht. Verschillende van zijn broers zouden ook kruisvaarder geweest zijn. Zijn broer Willem ging mogelijk mee met de Eerste Kruistocht onder leiding van Godfried van Bouillon.

## Volkskruistocht
In november 1095 deed Paus Urbanus II op de Synode van Clermont een oproep om Jeruzalem te bevrijden. Veel volkspredikers trokken daarna rond om de oproep te verspreiden en Walter Sans-Avoir gaf er gevolg aan. Samen met acht gezellen en enkele duizenden manschappen voetvolk kwam Walter Sans-Avoir in april 1096 aan in Keulen, waar ook Peter de Kluizenaar aanwezig was. Walter wachtte niet op de anderen en vertrok met zijn manschappen reeds vóór het grootste deel van het pelgrimsleger zich op weg begaf.
De tocht verliep vlot tot Hongarije; daar konden ze van koning Koloman levensmiddelen kopen. In Semlin (in het huidige Servië; toen onder gezag van Hongarije), een grensstad met Bulgarije, liep het een eerste keer mis. Zestien mannen uit zijn groep bleven achter in de stad om wapens te kopen en veroorzaakten er moeilijkheden. Als gevolg daarvan werden ze van hun kleren beroofd en naakt terug naar Walter Sans-Avoir gestuurd. Deze besloot geen verdere actie te ondernemen en trok verder.
Ze trokken richting Belgrado. Daar kregen ze van de Byzantijnse machtshebbers geen toestemming om zaken te kopen, waarop ze aan het plunderen sloegen in de omgeving. Hierop volgde een aanval door de Byzantijnen, wat tot heel wat slachtoffers leidde. Walter en zijn troepen vluchtten in de bossen en hielden zich daar een week schuil. Dan trokken ze verder naar Nissa waar ze een klacht indienden over het voorval. Ze kregen er levensmiddelen ter compensatie en werden onder begeleiding naar Constantinopel gebracht, waar ze aankwamen op 20 juli 1096. Walter Sans-Avoir ging er in op een voorstel van keizer Alexios I Komnenos om in een kamp buiten de stad te wachten op de komst van Peter de Kluizenaar en zijn pelgrimsleger. Deze arriveerde er op 1 augustus 1096.
Op 5 augustus 1096 werd heel het pelgrimsleger door de keizerlijke vloot over de Bosporus gezet. Vanaf dan wordt hun hoofdkwartier Civitot (het huidige Hersek), in de golf van Nicomedia aan de Zee van Marmara. De omgeving werd er geplunderd. Over Walter Sans-Avoir wordt er de volgende maanden weinig vernomen.

## Dood
Eind september 1096 veroverde een groep kruisvaarders (zonder Walter) de burcht Xerigordon. De watertoevoer werd echter afgesneden zodat ze zich moesten overgeven. De meesten werden afgeslacht. Op 21 oktober 1096 trok Walter Sans-Avoir mee vanuit Civitot om wraak te nemen op de Turken. Hun leider, de Seltsjoekse sultan Kilij Arslan I, had echter een valstrik opgezet op de heuvels van een vallei. De nietsvermoedende kruisvaarders werden bestookt door een regen van pijlen. Dit was het einde van de volkskruistocht. Walter zonder Have viel bij de eerste slachtoffers. Men vertelde dat hij doorboord werd door zeven pijlen.